# 保罗·W·施罗德
保罗·W·施罗德（1927年2月23日—2020年12月6日）是一位美国历史学家，伊利诺伊大学厄巴纳-香槟分校荣誉退休教授，专攻欧洲特别是中欧的國際關係史。